# Silla (Hiszpania)
Silla – gmina w Hiszpanii, w prowincji Walencja, we wspólnocie autonomicznej Walencja, o powierzchni 25,03 km². W 2011 roku liczyła 19 058 mieszkańców.